# Federația Turcă de Fotbal
Federația Turcă de Fotbal (turcă Türkiye Futbol Federasyonu; TFF) este forul principal de fotbal din Turcia.